# Tibor von Halmay

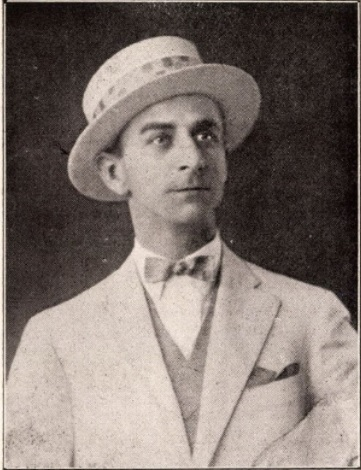
Tibor Halmay

Tibor von Halmay, auch Tibor Halmay (* 20. Dezember 1894 in Nagyszentmiklós, Österreich-Ungarn; † 3. November 1944 in Budapest) war ein ungarischer Schauspieler.

## Leben
Halmay wurde der Familientradition entsprechend Offizier. Nach dem Ersten Weltkrieg arbeitslos, ließ er sich auf Vermittlung eines Freundes zum Schauspieler ausbilden und trat an Budapester Theatern in Operetten auf.
In den 20er Jahren holte ihn Max Reinhardt an seine Bühnen nach Berlin. 1930 wirkte er in seinem ersten Film mit, und in den folgenden Jahren sah man Halmay regelmäßig in Komödien und Musikfilmen, oftmals mit ungarischem Hintergrund. Halmay konnte auf drollige Weise zugleich komisch und vornehm wirken und gab in dieser Art wiederholt Tanzeinlagen.
Von Halmay stand 1944 in der Gottbegnadeten-Liste des Reichsministeriums für Volksaufklärung und Propaganda.
Eine Version seiner Lebensgeschichte besagt, dass er jüdischer Herkunft war und dies bis zuletzt verbergen konnte. Demnach wurde er noch zum Kriegsdienst eingezogen und fiel.

## Filmografie
- 1929: Der Erzieher meiner Tochter
- 1930: Ihre Majestät die Liebe
- 1930: Nur Du
- 1930: Ein Tango für Dich
- 1930: Zwei Herzen im Dreiviertel-Takt
- 1931: La Fille et le garçon
- 1931: Liebeskommando
- 1931: Zwei Herzen und ein Schlag
- 1931: Die lustigen Weiber von Wien
- 1931: Der falsche Ehemann
- 1931: Die nackte Wahrheit
- 1931: Die Försterchristl
- 1932: Durchlaucht amüsiert sich
- 1932: Gitta entdeckt ihr Herz
- 1932: Ein Lied, ein Kuß, ein Mädel
- 1932: Teilnehmer antwortet nicht
- 1932: Liebe in Uniform
- 1932: Zwei Herzen und ein Schlag
- 1933: … und es leuchtet die Puszta
- 1933: Rakoczy-Marsch
- 1934: Frühjahrsparade
- 1934: Der letzte Walzer
- 1934: Ende schlecht, alles gut
- 1934: Salto in die Seligkeit
- 1934: Csibi, der Fratz
- 1935: Es flüstert die Liebe
- 1935: 4½ Musketiere
- 1935: Wer wagt – gewinnt
- 1935: Csardas
- 1936: Rendezvous in Wien
- 1936: Donaumelodien
- 1936: Der Postillon von Lonjumeau
- 1936: Schatten der Vergangenheit
- 1936: Wo die Lerche singt
- 1937: Pat und Patachon im Paradies
- 1937: Die unentschuldigte Stunde
- 1937: Sein letztes Modell
- 1938: Rote Rosen – blaue Adria
- 1938: Adresse unbekannt
- 1938: Ihr Leibhusar
- 1939: Hotel Sacher
- 1939: Leinen aus Irland
- 1939: Sprung ins Glück
- 1940: Donauschiffer
- 1940: Frau nach Maß
- 1943: Maske in Blau
- 1943: Karneval der Liebe
- 1944: Schrammeln
- 1944: Orient-Express